# Годин, Вячеслав Степанович
Вячеслав Степанович Годин (15 октября 1931, Калинино, Средневолжский край — 20 августа 2004, Пенза) — советский и российский историк-краевед, архивист, директор Государственного архива Пензенской области (1969—1991), заслуженный работник культуры РСФСР (1982). Автор книги-справочника «Улицы Пензы», выдержавшей два издания в СССР (1983, 1990) и вплоть до настоящего времени использующейся при составлении путеводителей по этому городу.

## Биография
Родился 15 октября 1931 года в селе Калинино Пензенского района Средневолжского края (ныне это село входит в состав Воскресеновского сельсовета Пензенского района Пензенской области).
Окончил среднюю школу № 1 г. Пензы, историко-филологический факультет Пензенского государственного педагогического института имени В. Г. Белинского. Учился в институте вместе с другим известным пензенским краеведом Олегом Савиным.
После окончания пединститута в течение трех лет В. С. Годин работал учителем истории в средней школе села Анненково Кузнецкого района Пензенской области, затем — методистом в Пензенской областной детской экскурсионно-туристской станции, где занимался разработкой схем туристских маршрутов. Эта деятельность подвигла его более подробно знакомиться с достопримечательностями многих мест на территории Пензенской области, выявлять свидетелей тех или иных событий, записывать их воспоминания.

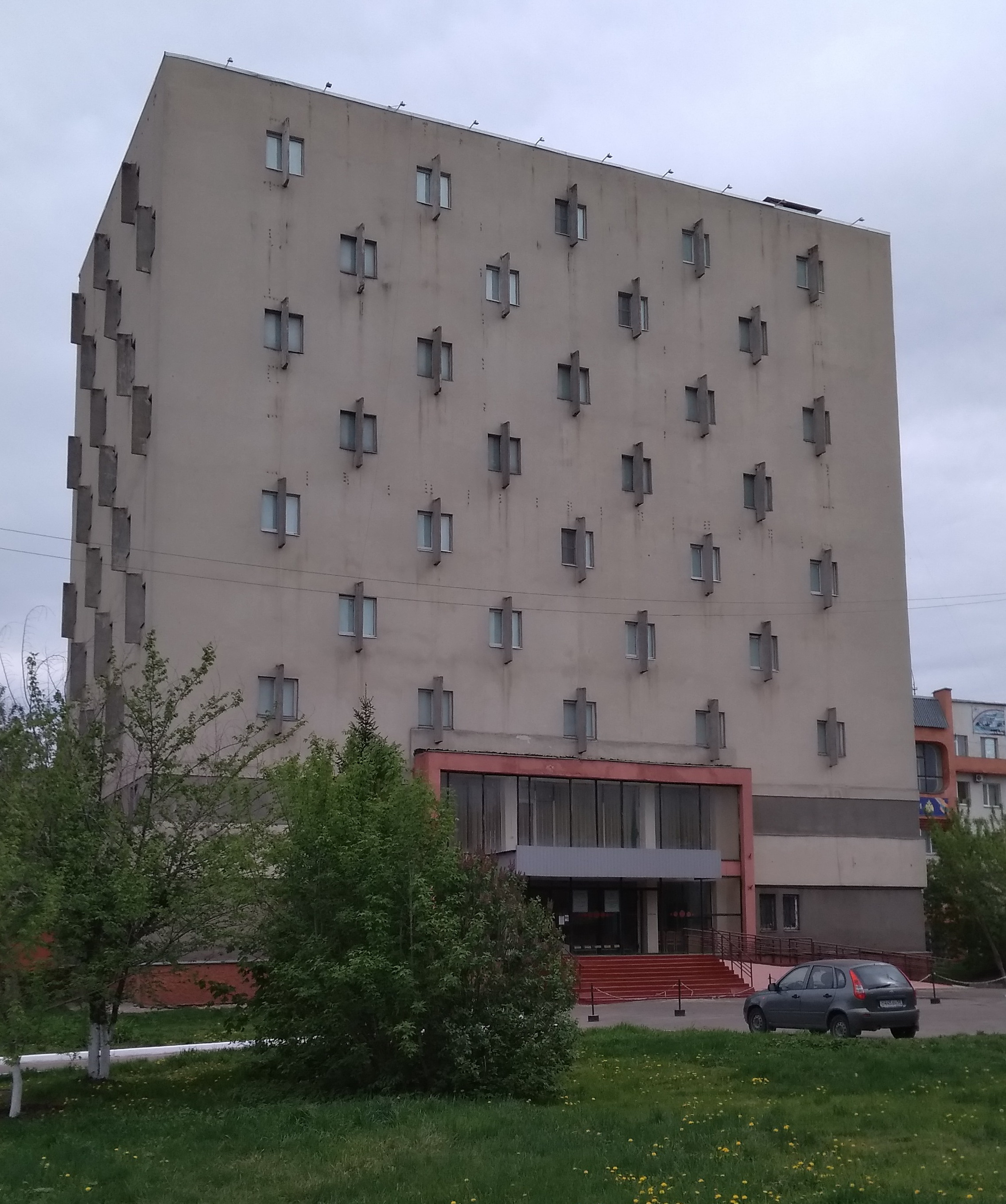
Здание Государственного архива Пензенской области (1984), построенное при В. С. Године

С 20 февраля 1958 года — научный сотрудник отдела ведомственных архивов, начальник отдела ведомственных архивов Государственного архива Пензенской области. С 1 апреля 1969 по 15 декабря 1991 годы — директор Государственного архива Пензенской области. С 15 декабря 1991 года по 15 января 2001 года — старший научный сотрудник отдела научно-справочного аппарата Государственного архива Пензенской области. Проработал в пензенском госархиве почти 43 года, из них свыше 22 лет в должности директора.
В годы его руководства, к 1984 году для Государственного архива Пензенской области было построено новое, специализированное здание на ул. Дзержинского, 7 в Пензе, в котором архив располагается и в настоящее время. До этого областной архив находился в здании Спасо-Преображенской церкви (ныне — Спасо-Преображенский мужской монастырь) в Пензе.
Опубликовал около 300 статей по истории Пензенского края в центральной и местной печати, журналах «Огонёк», «Шахматы в СССР», «Волга», «Сура», «Журналист», принимал участие в составлении документов и статей к 10 сборникам, несколько лет был участником передачи «Краевед» на пензенском телевидении.
Был членом редакционной коллегии и редакционного совета, заведующим отделом истории XVII—XIX веков первого издания «Пензенской энциклопедии».
В 1994—1995 годах был научным консультантом книги «Память: Пензенская область» (1—10 тома), посвящённой пензенцам, погибшим в годы Великой Отечественной войны 1941—1945 годов.
Автор книг «Пенза спортивная» (Пенза, 1958, в соавторстве с В. И. Лебедевым); «Беднодемьяновск» (Саратов, 1980, в соавторстве с А. С. Мирошкиным); «Улицы Пензы» (Саратов, 1983, 1990); «Путь в полтора столетия: Страницы истории Пензенской областной больницы им. Н. Н. Бурденко» (Пенза, 1996, совместно с О. М. Савиным и Г. П. Шалдыбиным).
Скончался 24 августа 2004 года в г. Пензе на 73-м году жизни. Похоронен на Новозападном кладбище в Пензе.

## «Улицы Пензы»
Наиболее известным его произведением, «вершиной его творчества как краеведа» стала книга-справочник «Улицы Пензы». Над её созданием, В. С. Годин, по его собственным словам, работал четверть века. В этом издании собраны сведения об истории возникновения всех улиц города. Первое издание книги, выпущенное Пензенским отделением Приволжского книжного издательства, вышло в 1983 году тиражом 30 тысяч экземпляров, второе издание — в 1990 году тиражом 20 тысяч экземпляров. Материалы книги-справочника В. С. Година «Улицы Пензы» вплоть до настоящего времени используются при составлении путеводителей по этому городу.
Первое издание книги-справочника «Улицы Пензы» (1983) — одна из немногих книг пензенских краеведов, которая присутствует в библиотеке конгресса США.

## Награды
- Почётное звание «Заслуженный работник культуры РСФСР» (04.06.1982).

## Память
В 2011 году в Государственном архиве Пензенской области прошла выставка «Они возглавляли архивную службу Пензенской области», посвященная, в том числе, 80-летию со дня рождения В. С. Година. На выставке были представлены копии архивных документов и фотографий, связанных с его трудовой деятельностью.
Имя В. С. Година носил городской интеллектуально-познавательный конкурс «Знатоки родного края», организованный Центром детского юношеского туризма и экскурсий г. Пензы на базе средней школы № 64 города в 2015 году.
В 2016 году в Пензенской областной библиотеке для детей и юношества прошла книжная выставка «Певцы того, что дорого и близко», посвященная в том числе, 85-летию со дня рождения В. С. Година. На выставке были представлены авторские работы Вячеслава Година и труды, созданные им в соавторстве.

### Мемориальная доска-горельеф В. С. Годину

Мемориальная доска-горельеф В. С. Годину в Пензе, 2018 г. Скульптор В. Ю. Кузнецов

23 мая 2018 года вышло распоряжение Правительства Пензенской области № 262-рП «О размещении мемориальной доски Годину Вячеславу Степановичу», согласно которому мемориальную доску предполагалось разместить на здании по адресу: г. Пенза, ул. Дзержинского, 7 (это здание Государственного архива Пензенской области).
24 мая — 4 июня 2018 года Правительством Пензенской области, Государственным архивом Пензенской области и региональными средствами массовой информации была анонсирована предстоящая торжественная церемония открытия мемориальной доски-горельефа Вячеславу Годину работы скульптора Валерия Кузнецова на здании Государственного архива Пензенской области.

Мемориальная доска-горельеф В. С. Годину и участники церемонии её открытия 5 июня 2018

5 июня 2018 года состоялась торжественная церемония открытия. Право открыть мемориальную доску было предоставлено заместителю председателя Законодательного Собрания Пензенской области Вячеславу Космачеву и заместителю Председателя Правительства Пензенской области Олегу Ягову. На памятном митинге, посвящённом открытию мемориальной доски выступили Вячеслав Космачев, Олег Ягов, ветеран архивной службы, бывшая заведующая библиотекой Государственного архива Пензенской области Тамара Шалимова, председатель Региональной общественной организации краеведов Пензенской области, доктор исторических наук, профессор Владимир Первушкин и дочь Вячеслава Година Ольга Антонова. В церемонии открытия также приняли участие председатель Комитета по делам архивов Пензенской области Зуфяр Бибарсов, директор Государственного архива Пензенской области Павел Кашаев, председатель Пензенского регионального отделения Российского исторического общества, доктор исторических наук, профессор Сергей Белоусов, декан историко-филологического факультета Пензенского государственного университета, доктор исторических наук, профессор Ольга Сухова, председатель Пензенского городского отделения Всероссийской общественной организации ветеранов (пенсионеров) войны, труда, Вооружённых Сил и правоохранительных органов, участник Великой Отечественной войны, Почётный гражданин города Пензы Владимир Керханаджев, а также представители архивных служб и государственных архивов ряда регионов Приволжского федерального округа.
Автор мемориальной доски — пензенский скульптор, заслуженный художник Российской Федерации, член Союза художников России Валерий Кузнецов, который является автором целого ряда памятников и мемориальных досок, установленных в Пензе, Москве, Саранске и других городах (в частности, памятника В. О. Ключевскому, мемориальной доски пензенцам — участникам Первой мировой войны, памятника ювелиру и пр.).
Церемония открытия мемориальной доски-горельефа Вячеславу Годину стала одним из мероприятий, посвящённых празднованию 100-летней годовщины Государственной архивной службы Российской Федерации, которое отмечалось 1 июня 2018 года.

### Улица Вячеслава Година
29 марта 2019 года депутатами Пензенской городской Думы было принято решение о присвоении имени Вячеслава Година новой улице, которая находится южнее улицы Новосёлов в микрорайоне Заря Октябрьского района города Пензы. Инициатором этого решения выступил Комитет по делам архивов Пензенской области.